# Sampuran (Padang Bolak)
Sampuran is een bestuurslaag in het regentschap Padang Lawas Utara van de provincie Noord-Sumatra, Indonesië. Sampuran telt 166 inwoners (volkstelling 2010).